# Borisienki (rejon diemidowski)
Borisienki (ros. Борисенки) – wieś (ros. деревня, trb. dieriewnia) w zachodniej Rosji, w osiedlu wiejskim Titowszczinskoje rejonu diemidowskiego w obwodzie smoleńskim.

## Geografia
Miejscowość położona jest nad Czerniejką, przy drodze regionalnej 66N-0509 (Diemidow – Jeśkowo – Szapy – Borisienki), 23 km od centrum administracyjnego osiedla wiejskiego (Titowszczina), 20,5 km od centrum administracyjnego rejonu (Diemidow), 63,5 km od stolicy obwodu (Smoleńsk), 55 km od granicy z Białorusią.
W granicach miejscowości znajdują się ulice: Dacznaja, Dacznyj pierieułok.

## Demografia
W 2010 r. miejscowość zamieszkiwało 13 osób.

## Historia
W czasie II wojny światowej od lipca 1941 roku dieriewnia była okupowana przez hitlerowców. Wyzwolenie nastąpiło we wrześniu 1943 roku.
Na mocy uchwały z dnia 28 maja 2015 roku wszystkie miejscowości (w tym Borisienki) zlikwidowanej jednostki administracyjnej Szapowskoje weszły w skład osiedla wiejskiego Titowszczinskoje.